# ترايان إفانسكو
ترايان إفانسكو (بالرومانية: Traian Ivănescu)‏ هو لاعب كرة قدم روماني في مركز الدفاع، ولد في 5 مايو 1933 في بوخارست في رومانيا، وتوفي في 29 يوليو 2019. شارك مع منتخب رومانيا لكرة القدم. أما مع النوادي، فقد لعب مع ستيوا بوخارست ونادي بترولول بلويشتي ونادي يوفنتوس بوخارست.

## وصلات خارجية
- ترايان إفانسكو على موقع قاعدة بيانات كرة القدم.إي يو (الإنجليزية)
- ترايان إفانسكو على موقع ناشيونال فوتبول تيمز (الإنجليزية)